# M18 (димова граната)
M18 — американська димова граната з кольоровим димом, що використовується для постановки димової завіси, подачі сигналів, позначення цілі або зони десантування тощо. Може мати червоний, жовтий, зелений або фіолетовий дим.
Аналогічною до неї гранатою з білим димом є AN-M8.

## Конструкція
Корпус гранати є металевим циліндром із п'ятьма отворами для випуску диму. Корпус фарбується в оливковий колір, а його верх — в колір диму гранати.
Граната оснащена детонатором M201A1 з чекою, сповільнювач запалу горить 1,2–2,0 секунди, після чого починається димоутворення, що триває 50–90 секунд.

### Небезпека
M18 та AN-M8 можуть спричинити пожежу, якщо застосовуються в сухому місці. Сам корпус залишається гарячим протягом деякого часу.
Дим гранат є небезпечним при тривалому вдиханні. В закритих приміщеннях може викликати задуху. 

## Історія
Граната розроблена в 1942 році для заміни димової гранати M16. M16 була доступна в 7 кольорах: червоний, помаранчевий, жовтий, зелений, синій, фіолетовий та чорний. M18 початково повинна була мати ті самі кольори, але їх згодом скоротили до червоного, жовтого, зеленого та фіолетового.
Від фіолетового кольору відмовились на початку 90-х, бо він більш токсичний за інші.

## Галерея

Внутрішня будова М18
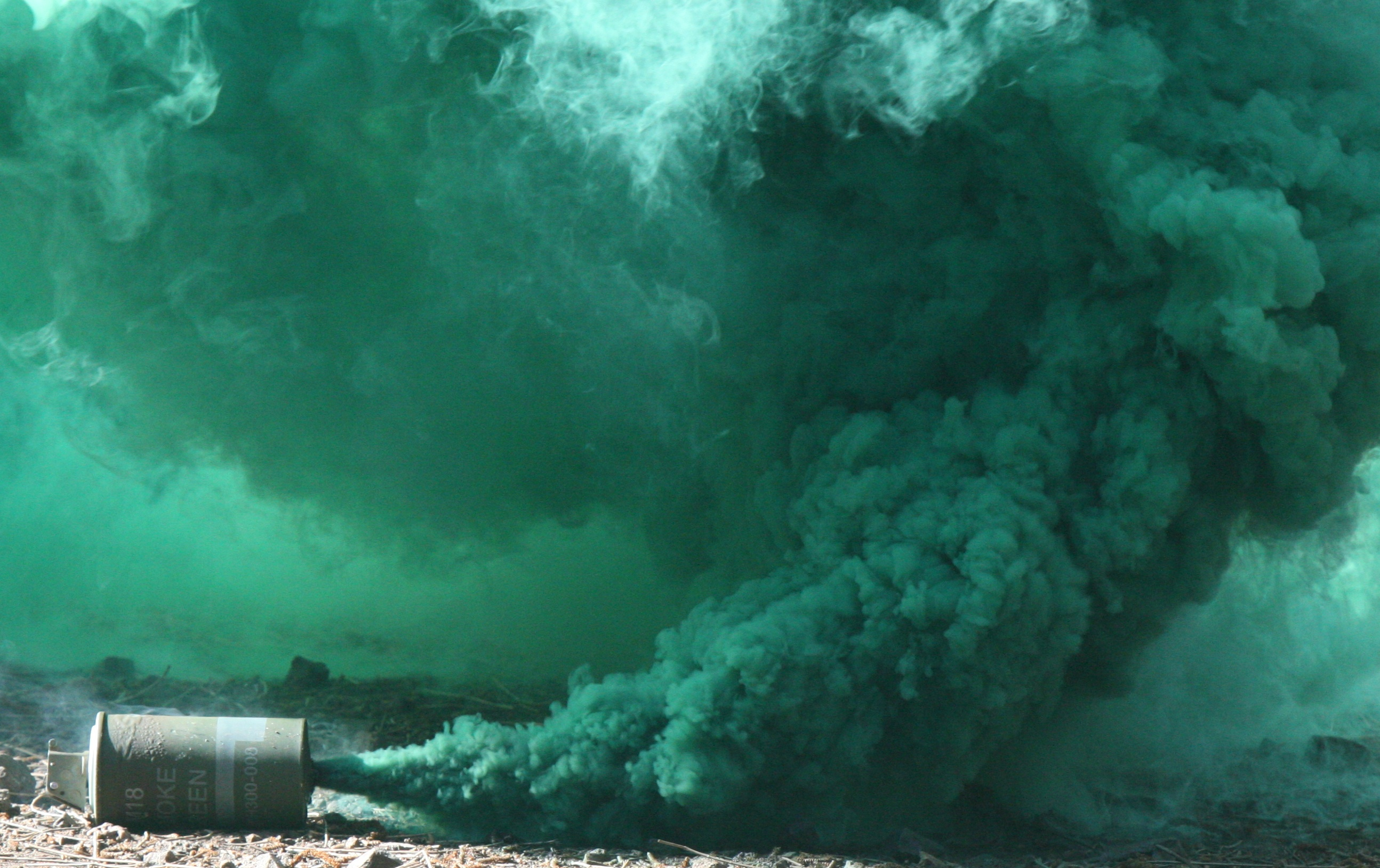
М18 з зеленим димом в дії

## Оператори

### Україна
На початку серпня 2022 стало відомо про появу даних гранат в ЗСУ.

## В культурі
- Фіолетовий дим можна побачити в сцені «Purple Haze» в фільмі «Апокаліпсис сьогодні» (1979).
- Граната доволі часто використовується в кіно та відеоіграх: http://www.imfdb.org/wiki/M18_smoke_grenade